# Heubach (Gemeinde Sallingberg)
Heubach ist eine Ortschaft und eine Katastralgemeinde der Gemeinde Sallingberg im Bezirk Zwettl in Niederösterreich.

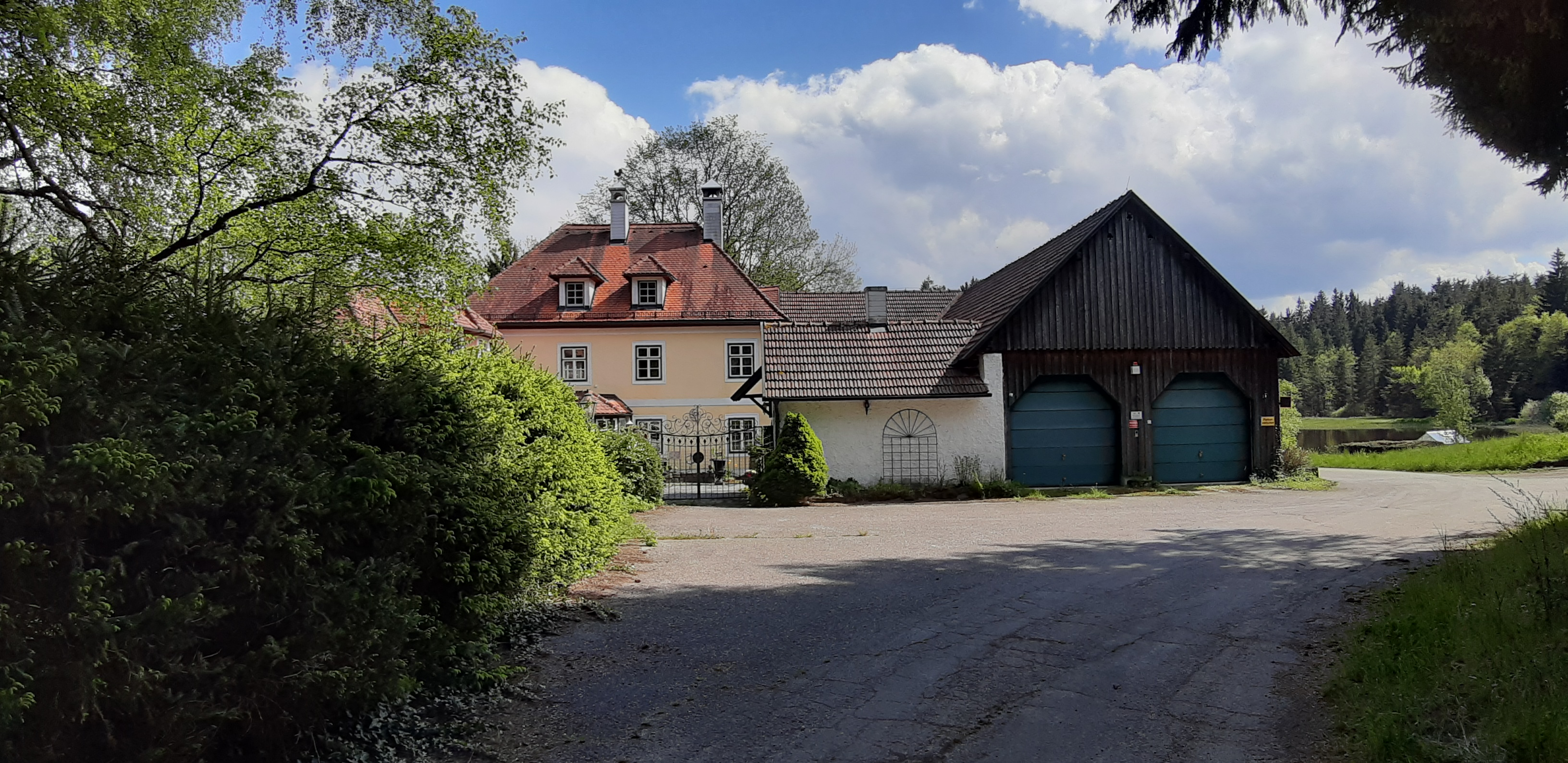
Forsthaus in Unterheubach

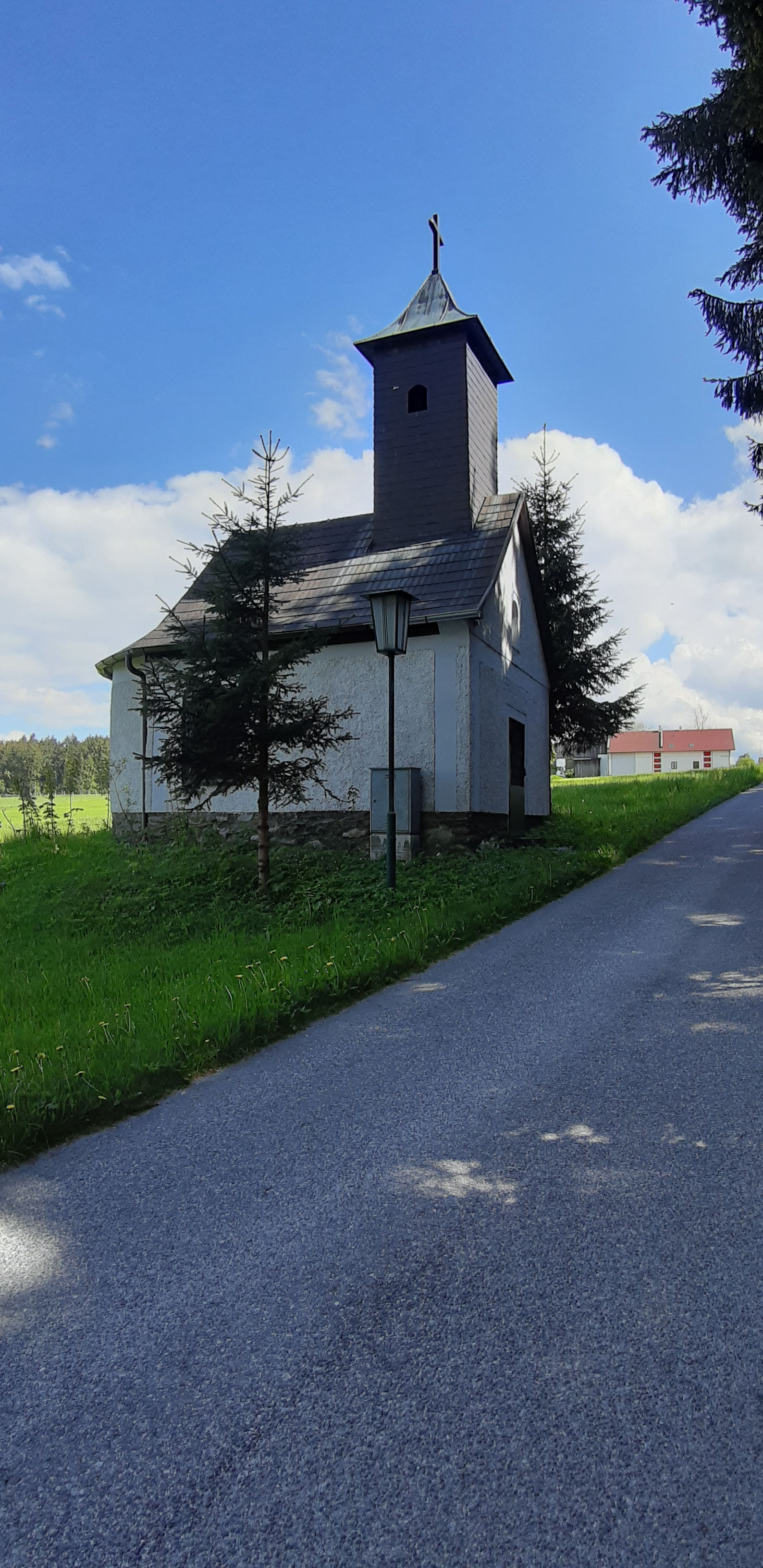
Kapelle in Unterheubach

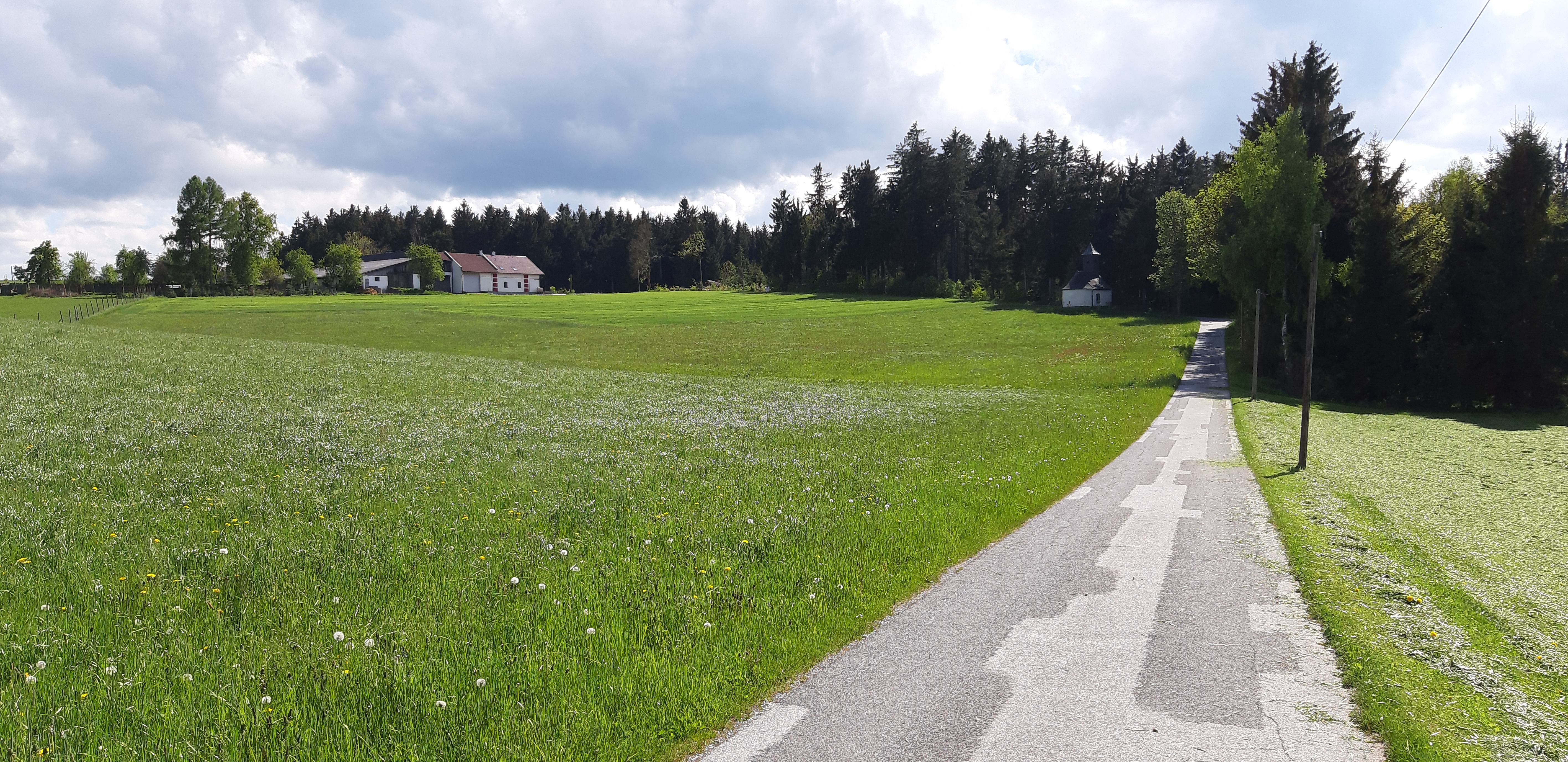
Blick auf Unterheubach

Sie gliedert sich in die 2 Teile Oberheubach (Weiler, südlich gelegen) und Unterheubach (Rotte, nördlich im Wald gelegen).

## Geschichte
Der Ort wird urkundlich 1267 zum ersten Mal als Haidpach, 1284 als Haibach genannt, Unterheubach ist dabei der ältere Teil des landwirtschaftlich geprägten Ortes, Oberheubach wurde erst 1728 durch den Bau von 4 Blockhäusern und einer Betkapelle auf einem Waldgrund begründet.
Im Jahr 1822 wurde der Ort als Dorf mit acht Häusern genannt, das nach Sallingberg eingepfarrt war, wohin auch die Kinder eingeschult wurden. Das Stift Zwettl besaß die Ortsobrigkeit, die Herrschaft Gföhl übte die Landgerichtsbarkeit aus, das Stift Zwettl besorgte die Konskription und hatte die Grundherrschaft inne.
Laut Adressbuch von Österreich war im Jahr 1938 in Oberheubach ein Landwirt ansässig, in Unterheubach waren ein Sägewerk und zwei Landwirte ansässig.
Nach der Entstehung der Ortsgemeinden 1849 war der Ort ein Teil der Gemeinde Langschlag, ab 1886 Lugendorf und wird am 1. Januar 1968 nach Sallingberg eingemeindet.
Teile des Ortsgebietes am Purzelkamp (Rammelhof) wurden mit 1. Jänner 1970 durch Umgemeindung ein Teil der Gemeinde Grafenschlag.
Seit Ende 1946 ist der Ort an das öffentliche Stromnetz der NEWAG angeschlossen.

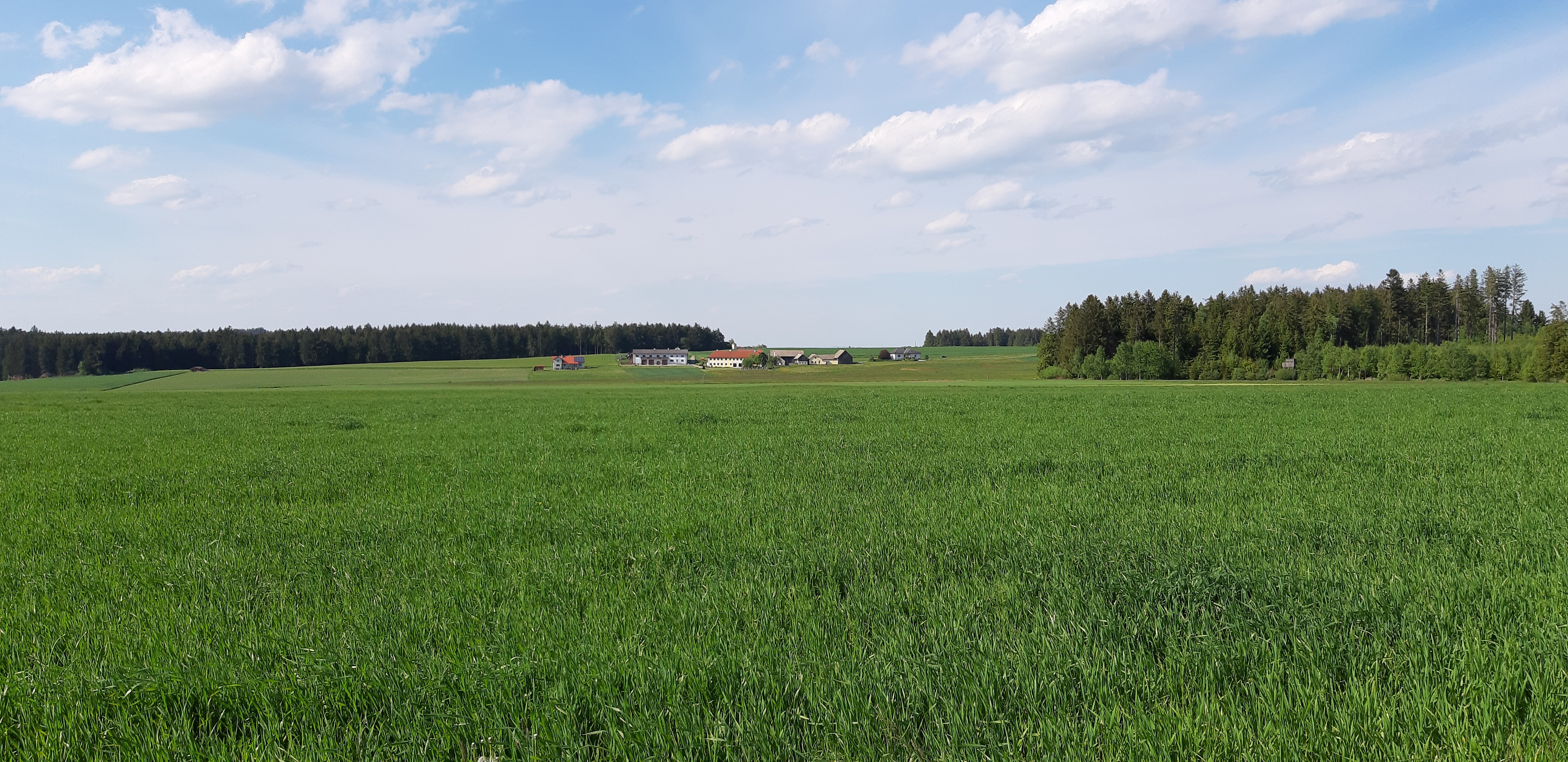
Blick auf Oberheubach

## Siedlungsentwicklung
Zum Jahreswechsel 1979/1980 befanden sich in der Katastralgemeinde Heubach insgesamt 12 Bauflächen mit 6.401 m² und 3 Gärten auf 930 m², 1989/1990 gab es 15 Bauflächen. 1999/2000 war die Zahl der Bauflächen auf 23 angewachsen und 2009/2010 bestanden 15 Gebäude auf 31 Bauflächen.

## Bodennutzung
Die Katastralgemeinde ist landwirtschaftlich geprägt. 97 Hektar wurden zum Jahreswechsel 1979/1980 landwirtschaftlich genutzt und 426 Hektar waren forstwirtschaftlich geführte Waldflächen. 1999/2000 wurde auf 85 Hektar Landwirtschaft betrieben und 439 Hektar waren als forstwirtschaftlich genutzte Flächen ausgewiesen. Ende 2018 waren 79 Hektar als landwirtschaftliche Flächen genutzt und Forstwirtschaft wurde auf 440 Hektar betrieben. Die durchschnittliche Bodenklimazahl von Heubach beträgt 28,2 (Stand 2010).